# Пианистка (фильм)
«Пиани́стка» (фр. La Pianiste) — эротическая психологическая драма 2001 года режиссёра и сценариста Михаэля Ханеке, снятая по мотивам одноимённого романа Эльфриды Елинек (1983). Фильм совместного производства Австрии, Франции и Германии. Главные роли исполнили Изабель Юппер, Бенуа Мажимель и Анни Жирардо. 
Премьера состоялась 14 мая 2001 года на Каннском кинофестивале. «Пианистка» получила рекордные три награды фестиваля: Михаэль Ханеке был удостоен Гран-при, а Бенуа Мажимель и Изабель Юппер — призов за лучшие актёрские работы. Номинант на премию BAFTA за лучший неанглоязычный фильм.

## Сюжет
Эрика Кохут — 40-летний профессор Венской консерватории. Наиболее одарённые подростки выстраиваются в очередь, чтобы поступить на курс знаменитой пианистки. На уроках Эрика держит себя холодно и высокомерно. Неудачи учеников никогда не выводят её из равновесия и, кажется, только слегка забавляют. Иногда она словно упивается тем, что унижает их достоинство. Выше всех среди композиторов Эрика ставит Шуберта и Шумана. 
На светском приёме с Эрикой знакомится миловидный и самоуверенный музыкант-любитель, Вальтер Клеммер. Когда они играют друг перед другом Шуберта, каждый ловит ноту другого: это словно объяснение в любви посредством музыки. Одарённый молодой человек пытается поступить в консерваторию, но Эрика «заваливает» его на экзамене. Тем не менее, благодаря голосам других преподавателей юноша поступает в класс Кохут. Во время репетиции одного из концертов Эрика тайком подсыпает битое стекло в карман пальто своей наиболее перспективной ученицы Анны (ей не понравилось, что Вальтер помог Анне справиться со стеснительностью во время игры на фортепиано). Полученная травма руки вынуждает Анну на время прервать музыкальную карьеру.
Вальтер — вероятно, единственный, кто догадывается, что стекло девушке подсыпала преподавательница. Он бежит за женщиной в туалетную комнату, где пытается овладеть ею. Однако Эрика стремится унизить партнёра и обставляет их связь странными условиями. Она сообщает, что пришлёт молодому человеку список своих интимных желаний, которые он должен будет исполнить, если действительно хочет, чтобы они были вместе.
Когда Вальтер наконец знакомится со списком, он теряет дар речи. Фантазии Эрики принадлежат к области фетишизированного садомазохизма. У себя в квартире она держит соответствующие инструменты. Иногда Эрика занимается членовредительством, повреждая бритвой свои гениталии, иной раз с интересом смотрит порно в секс-шопе. Несмотря на солидный возраст, она, очевидно, девственна и никогда не состояла в связи с мужчиной. Единственный близкий человек в её жизни — властная мать, с которой они до сих пор делят ложе. Её отец умер, долгое время находясь в психиатрической больнице.
Эрика настаивает, чтобы сексуальные акты происходили в одной из комнат её квартиры и их слышала мать. Вальтер в отвращении покидает её. Психическая жизнь Эрики совершенно не соответствует его романтическим представлениям о любви. Той же ночью Эрика безуспешно пытается вступить в сексуальную связь с матерью. Наутро она пытается помириться с Вальтером. Но примирения не происходит: у Эрики происходит рвота при попытке совершить орально-генитальный контакт. Вальтер разрывает с ней отношения, однако следующей ночью он врывается в квартиру Эрики и, заперев мать в спальне, оскорбляет и насилует её дочь. Жестокая реальность сексуального насилия оказывается вовсе не такой, как то грезилось пианистке.
На следующий день Эрика с матерью отправляются на концерт, где преподавательница должна подменить травмированную Анну. Оставшись одна в холле, она ударяет себя ножом выше сердца, после чего уверенным шагом покидает здание.

## В ролях
| Актёр            | Роль            |
| ---------------- | --------------- |
| Изабель Юппер    | Эрика Кохут     |
| Бенуа Мажимель   | Вальтер Клеммер |
| Анни Жирардо     | мать            |
| Сусанна Лотар    | госпожа Шобер   |
| Анна Сигалевич   | Анна Шобер      |
| Удо Замель       | Георг Блонский  |
| Корнелия Кёндген | Герда Блонская  |
| Филипп Хайсс     | Направник       |

## Создание

### Разработка
Фильм основан на одноимённом романе Эльфриды Елинек, лауреата Нобелевской премии по литературе. Режиссёр Михаэль Ханеке прочитал роман после публикации, и решил адаптировать его в виде фильма. Затем он узнал, что Елинек и художница Вали Экспорт ранее уже адаптировали сценарий, но производство проекта тогда было прервано из-за отсутствия инвестиций. Елинек позже продала права на экранизацию Паулюсу Манкеру, который в свою очередь попросил Ханеке адаптировать сценарий. Однако Манкер не смог обеспечить бюджет будущего проекта, и в итоге Ханеке было предложено стать режиссёром, на что тот дал согласие. 
В ходе подготовки к съёмкам Ханеке изменил сюжет романа и ввёл в фильм персонажей Шобер, чтобы противопоставить их с отношениями Эрики Кохут и её матери. Режиссёр также учитывал предпочтения Елинек в выборе костюмов, в том числе плиссированные юбки и плащи Burberry, используемые в венских консерваториях.
Как и в романе, действие фильма происходит в Австрии, однако в его финансировании участвовали преимущественно кинокомпании из Франции. По этой причине актёрский состав, изображающий жителей Вены, и диалоги в фильме в основном французские.

### Кастинг
Ханеке ранее обращался к Изабель Юппер с просьбой сняться в его фильме «Забавные игры», однако она отказалась, посчитав сценарий неподходящим для неё. Когда Ханеке заявил актрисе, что не будет работать над «Пианисткой» без неё, Юппер бегло просмотрела сценарий и осознала его потенциал. Она рассказала, что до 15 лет изучала фортепиано, но для фильма снова начала играть на этом инструменте. Роль матери Эрики сначала получила Жанна Моро, но актриса отказалась от участия в проекте за десять дней до начала съёмок, и её в кратчайшие сроки заменила Анни Жирардо. Ева Грин сыграла не указанную в титрах эпизодическую роль подруги Вальтера в финале фильма. Эта роль стала её дебютом в кино.

### Съёмки
Съёмочный процесс фильма проходил с 21 августа по 28 октября 2000 года в Вене. Эпизоды в туалете, гардеробе и финальные кадры снимались в здании Венского Концертхауса.
Для сцены, в которой Эрика режет себя в ванне, использовались трубки и насос с искусственной кровью. Юппер также носила пакет с кровью под одеждой в эпилоге фильма, где её героиня наносит себе удар ножом. Бенуа Мажимель не умел пользоваться фортепиано, поэтому он обучался прямо во время съёмок, чтобы убедительно имитировать игру на инструменте. Сусанна Лотар произносила свои реплики на немецком языке, которые впоследствии были дублированы на французский.

## Анализ и темы

### Структура

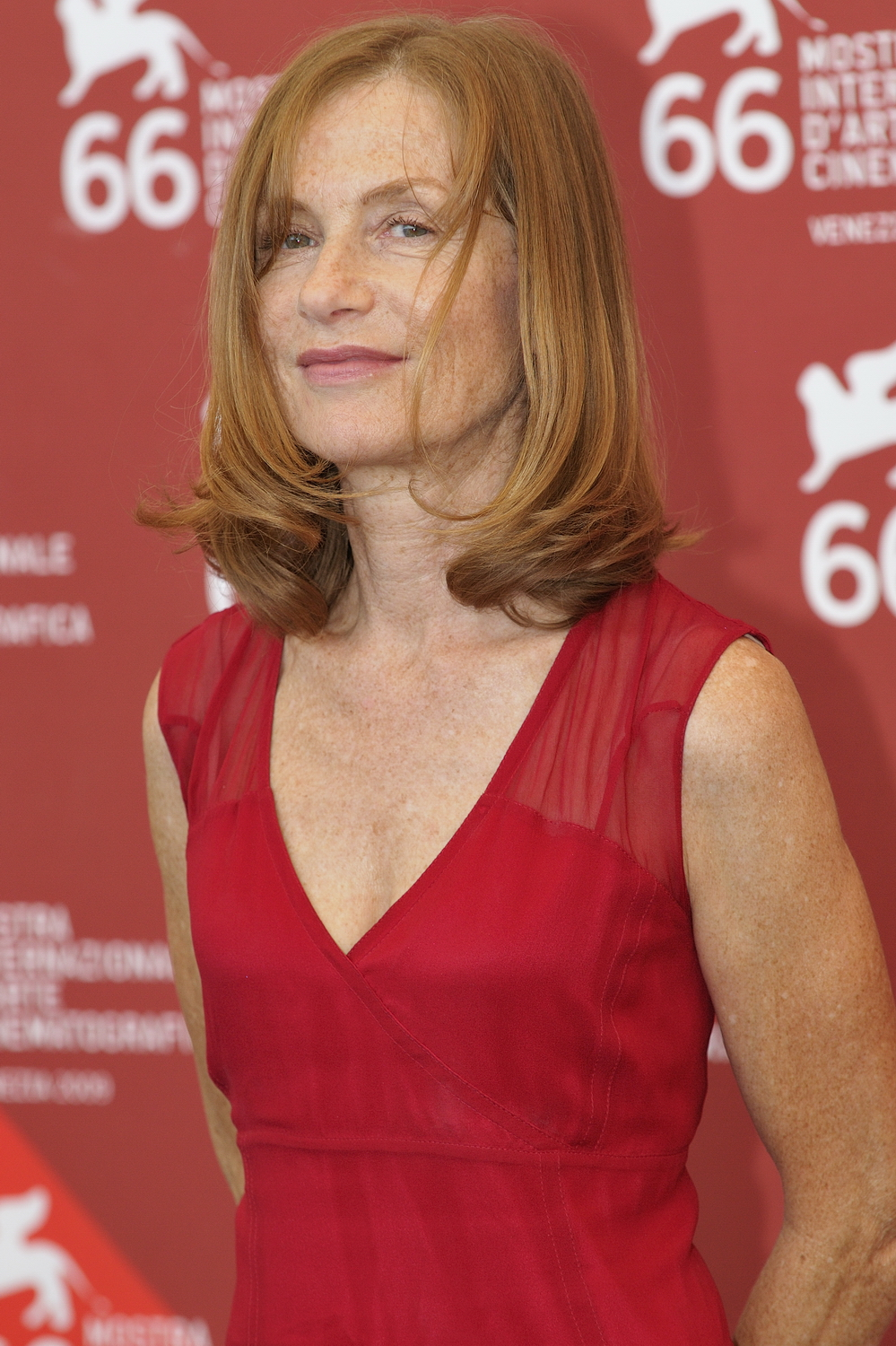
Роль Эрики Кохут принято считать одной из лучших в послужном списке Изабель Юппер

«Пианистка» по своей внутренней композиции состоит из двух частей. В первой части патология Эрики представлена «с точки зрения героини — как привычное для неё состояние», тогда как во второй части «добавляется взгляд извне, взгляд здорового человека, обнаруживающего, какую палату № 6 оборудовала внутри себя вполне привлекательная и вменяемая на первый взгляд женщина». Границей между частями служит сцена, в которой Эрика подсыпает битое стекло в карман Анны. Мотивы подобных поступков Эрики, которые служат вехами повествования, оставлены в фильме непрояснёнными. Вероятно, она и сама не до конца отдаёт себе в них отчёт. 
По словам исполнительницы главной роли, «Эрика — взрослая женщина и одновременно девочка, подавленная своей матерью: перефразированная тема бергмановской «Осенней сонаты». Отношения Эрики с матерью служат матрицей, по которой строятся отношения других персонажей фильма, например, матери и дочери Шобер. Обе матери всецело подчиняют дочерей собственным желаниям, будто стремясь самореализоваться посредством карьеры своего отпрыска. Свои отношения с Вальтером пианистка также стремится выстроить как зеркало отношений с собственной матерью (по типу «приказание — подчинение»).
Как и в большинстве фильмов Ханеке, финал оставлен открытым. Возможно, ударом ножа Эрика мстит себе за ошибки в отношениях с Вальтером или за то, как из побуждений садизма она разрушила карьеру своей ученицы. Согласно предположению Ричарда Липпе, Эрика сознательно пытается травмировать ту мышцу, которая управляет движениями руки, то есть ставит крест на своей карьере пианистки. Одни комментаторы считают такой финал пессимистичным (саморазрушительные действия Эрики продолжатся и в дальнейшем), другие — наоборот, пытаются разглядеть здесь проблеск надежды (Эрика осознала допущенные ошибки и готова начать жизнь с чистого листа).

### Война полов
Роман Елинек пропитан идеями феминизма, от которых в киноверсии осталось мало следа. «Эрика хочет изменить систему и не видит в своём партнёре индивидуальности — как раньше мужчины не видели её в женщине. Она думает, что он представляет всю систему, и в этом её заблуждение», — рассуждает Изабель Юппер. «Пианистка» может быть истолкована в рамках лакановской парадигмы о фантазийной природе межполового влечения (любви) и о кардинальном различии психосексуальной природы мужчин и женщин (по характеристике Р. Вуда, деконструкция секса).
Робин Вуд считает главным «злодеем» фильма Вальтера — фигуру, с которой отождествляет себя основная часть зрителей. Когда закомплексованная Эрика решает наконец ему открыться, от былой нежности молодого человека не остаётся и следа. Тогда как Эрика готова исполнять его желания, он думает только о себе и довольно быстро входит в роль насильника, избивающего женщину. «Так называемый „нормальный“ парень проявляет бесчувственную жестокость, с которой не идут в сравнение никакие фантазии больной», — пишет Вуд. Например, при виде травмы Анны он испытывает неподдельную радость, воображая, что это ради него Эрика совершила чудовищный поступок. В литературном первоисточнике автор называет этого персонажа «задницей».

### Значение музыки
Большинство пишущих о фильме обращают внимание на важность музыки для понимания основной идеи фильма. В картине не раз звучат песни из шубертовского вокального цикла «Зимний путь». Их слова («Я достиг предела своих грёз, зачем мне длить пребывание в мире спящих?») тонко перекликаются с душевным состоянием главной героини. 
По характеристике С. Холдена, Эрика с детских лет настолько погружена в мир искусства, что ей кажется, будто на весь мир распространяется ключевой парадокс обожаемой ею музыки эпохи романтизма: любые завихрения безумия следуют непререкаемым повелениям автора. По ходу фильма она понимает, что жизнь и искусство устроены совершенно по-разному.
Робин Вуд трактует членовредительство Эрики в последней сцене как её протест против использования музыки в карьерных целях: обе матери как «люди, не способные понять музыку и взращённые в обществе, не признающем иных ценностей, кроме материального благополучия… извращают способность искусства к освобождению и раскрепощению в очередную форму притеснения и подавления» своих дочерей.

## Отзывы
«Будь осторожнее со своими желаниями, ибо они могут исполниться», — вспомнил в связи с фильмом старую присказку кинокритик Роджер Эберт. Американская газета The Washington Post написала, что история Эрики Кохут производит впечатление не столько вымысла, сколько «перелистывания забытых страниц Фрейда». По словам рецензента, Ханеке и Юппер удалось создать пугающий мир непроницаемого женского безумия, вызывающий в памяти «Отвращение» Поланского и «Дневную красавицу» Бунюэля. Робин Вуд провёл параллель с хичкоковской «Марни» и отметил строгую логику, с которой Эрика погружается в пучину безумия.
Стивен Холден из The New York Times уподобил фильм пересказу реальной истории болезни, который наводит — вполне в духе Фрейда — на размышления о взаимосвязи высокого искусства и сексуальности. Он посетовал на то, что резкие метания Вальтера во второй части фильма плохо вяжутся с его характером и явно вызваны сценарной необходимостью. Дж. Хоберман (Village Voice) увидел в фильме Ханеке очередной перепев мотивов фрейдовского трактата «Недовольство культурой». Лидия Маслова («Коммерсантъ») восприняла «Пианистку» как «психологическую трагикомедию о тяге к саморазрушению, к самоистязанию»:

Изабель Юппер умудрилась создать ощущение глубокого, неизлечимого сумасшествия своей героини при полнейшем спокойствии и невозмутимости.  Повествование Ханеке насыщено такой густой психопатологией, напоминает такой толстый том богато и откровенно иллюстрированной истории болезни, что становится не по себе — особенно тем, кто порой обнаруживает у себя аналогичные симптомы.

## Награды и номинации
- 2001 — три приза Каннского кинофестиваля: Гран-при (Михаэль Ханеке), лучшая актриса (Изабель Юппер), лучший актёр (Бенуа Мажимель)
- 2001 — премия Европейской киноакадемии лучшей актрисе (Изабель Юппер), а также 5 номинаций: лучший фильм (Файт Хайдушка), лучший сценарист (Михаэль Ханеке), лучший режиссёр по мнению зрителей (Михаэль Ханеке), лучшая актриса по мнению зрителей (Изабель Юппер), лучший актёр по мнению зрителей (Бенуа Мажимель)
- 2001 — две премии «Золотой овен»: лучший зарубежный фильм, лучшая зарубежная актриса (Изабель Юппер)
- 2002 — премия «Сезар» за лучшую женскую роль второго плана (Анни Жирардо), а также номинация за лучшую женскую роль (Изабель Юппер)
- 2002 — премия Deutscher Filmpreis за лучший зарубежный фильм (Михаэль Ханеке)
- 2002 — приз Международного кинофестиваля в Сиэтле лучшей актрисе (Изабель Юппер)
- 2002 — номинация на премию BAFTA за лучший неанглоязычный фильм (Файт Хайдушка, Михаэль Ханеке)
- 2003 — номинация на премию «Бодиль» за лучший неамериканский фильм (Михаэль Ханеке)
- 2003 — номинация на премию «Независимый дух» за лучший зарубежный фильм (Михаэль Ханеке)